# ليدي-جيرارو
مشروع ليدي-جيرار البحث يقع في شمال شرق إثيوبيا بين أحواض وأنهار الأواش و المايل. أقدم احفورة من الجنس البشري هومو، الفك الأسفل المعروف بـLD 350-1، تم العثور عليه في هذا الموقع عام 2013. تم اكتشاف الأحفورة من قِبَل تشالتشيو سيوم، طالب إثيوبي متخرج من معهد الاصول البشرية في جامعة ولاية أريزونا. هذا الموقع هو على بُعد إثني عشر ميلًا من موقع إكتشاف لوسي في عام 1974.
الحملة الميدانية الأولى في المنطقة تم القيام بها في عام 2002 بعد البحث الذي سبقها بين العامين 1972 و 1974. تم العثور على الفك أسفل لفرس نهر مُتحجر في هذا الموقع أيضًا.

## LD 350-1
LD 350-1 هي احفورة لجزء من فك سفلي اكتُشف في عام 2013 في موقع ليدي-جيرارو. تم حساب عمرها حسب علم الطبقات الصخرية ب2.80 إلى 2.75 مليون سنة.
لقد تم وصفُها بأنها تجمع "آثار بدائية تمت مشاهدتها في أوسترالوبيثيكوس مع مورفولوجيا ملحوظة في الهومو اللاحقين.
الاحفورة هي الفك الأسفل الأيسر، ولكنها لا تحتوي على عظم الفك الأسفل الصاعد. فيها الطواحن الثلاثة، الضواحك الأثنين، والأنياب اليسرى، بعضهم فيهم تيجان كاملة. بناءُ على المورفولوجيا، تم تصنيفها على إنها تابعة لجنس الهومو، بالرغم من أن الأسترالوبيثيكوس افاريتسيس تم إيجاده في نفس المنطقة.